# Norman H. Baynes
Pour les articles homonymes, voir Baynes (homonymie).
Norman Hepburn Baynes (1877–1961) est un historien britannique, professeur à l'University College de Londres et spécialiste de l'Empire byzantin.

## Biographie
Norman H. Baynes naît le 29 mai 1877 à Putney, Londres, fils aîné d'Alfred Henry Baynes, secrétaire général de la Baptist Missionary Society, et de son épouse, Emma Katherine Bigwood. Il fait ses études au Eastbourne College. Il fait plusieurs voyages, notamment à Constantinople avec son père, puis il passe quelques mois à Tübingen où il acquiert une bonne maîtrise de l'allemand. Il poursuit ses études à New College, Oxford, et obtient une mention très bien en 1898 aux examens de Honour Moderations, mais seulement une mention bien en 1900 aux Literae Humaniores. Il obtient le Lothian prize (1901) et l'Arnold prize (1903).
Il s'oriente vers une carrière juridique et est reçu à Lincoln's Inn en 1903. Il est tuteur de droit jusqu'en 1916. Durant la Première Guerre mondiale, il travaille pour l'Intelligence Service à Watergate House, Chester. Après la guerre, il délaisse le droit et devient assistant d'histoire à l'University College. Il est nommé maître de conférences en histoire romaine à l'université de Londres, puis obtient une chaire d'histoire byzantine en 1931. Il est élu fellow de l'UCL en 1936 puis, en 1937, est nommé professeur honorifique d'histoire et des institutions byzantines. Il donne la Romanes Lecture (en) à Oxford en juin 1942, intitulée Intellectual liberty and totalitarian claims, en lien avec la situation internationale.
Il prend sa retraite académique en 1943. Son travail comprend deux volumes entièrement annotés des discours d'avant-guerre d'Hitler. Le Journal of Roman Studies lui dédie un numéro en 1947, pour ses 70 ans. Il contribue à plusieurs chapitres sur les empereurs byzantins des VIe et VIIe siècles de la Cambridge Medieval History, et est l'un des éditeurs du volume 12 de la Cambridge Ancient History.
Il meurt à son domicile du 4B Abercorn Place, St John's Wood, à Londres, le 12 février 1961.

## Distinctions et postérité
Il est élu à la British Academy en 1930. Il est docteur honoris causa des universités de St Andrews (1934), Oxford (1942), Durham (1946), Cambridge (1949), et Londres (1951).
Il est fellow d'honneur de Westfield College (1937), et de New College, Oxford (1947). Il est élu correspondant de l'Académie bavaroise des sciences (1937), de l'Académie de Belgique (1952) et de Serbie (1959).
Dans son testament, Baynes fait un legs à l'UCL qui crée le prix Norman Hepburn Baynes, en 1961. Ce prix biennal est décerné pour « un essai sur un aspect de l'histoire, notamment l'art, la religion et la pensée des terres méditerranéennes entre 400 avant J.C. et 1453 après J.C. »,.

## Publications
- The Byzantine Empire (1926)[5]
- Israel amongst the Nations (1927)
- Intellectual liberty and totalitarian claim. La conférence Romanes pour 1942 (Oxford: Clarendon Press, 1942)
- The Speeches of Adolf Hitler, 1922-1939 . Éd. Norman H. Baynes, 2 vol. (Oxford, 1942)
- Byzantium: An Introduction to East Roman Civilization. Éd. Norman H. Baynes et H. St. LB Moss. (Oxford : Clarendon, 1948 ; Oxford Paperbacks, 1961).
- Constantine the Great and the Christian Church. Norman H Baynes. (1972) Deuxième édition, Raleigh Lecture, avec une préface de Henry Chadwick  (ISBN 0-19-725672-4)[6]